# Patrice Lafargue

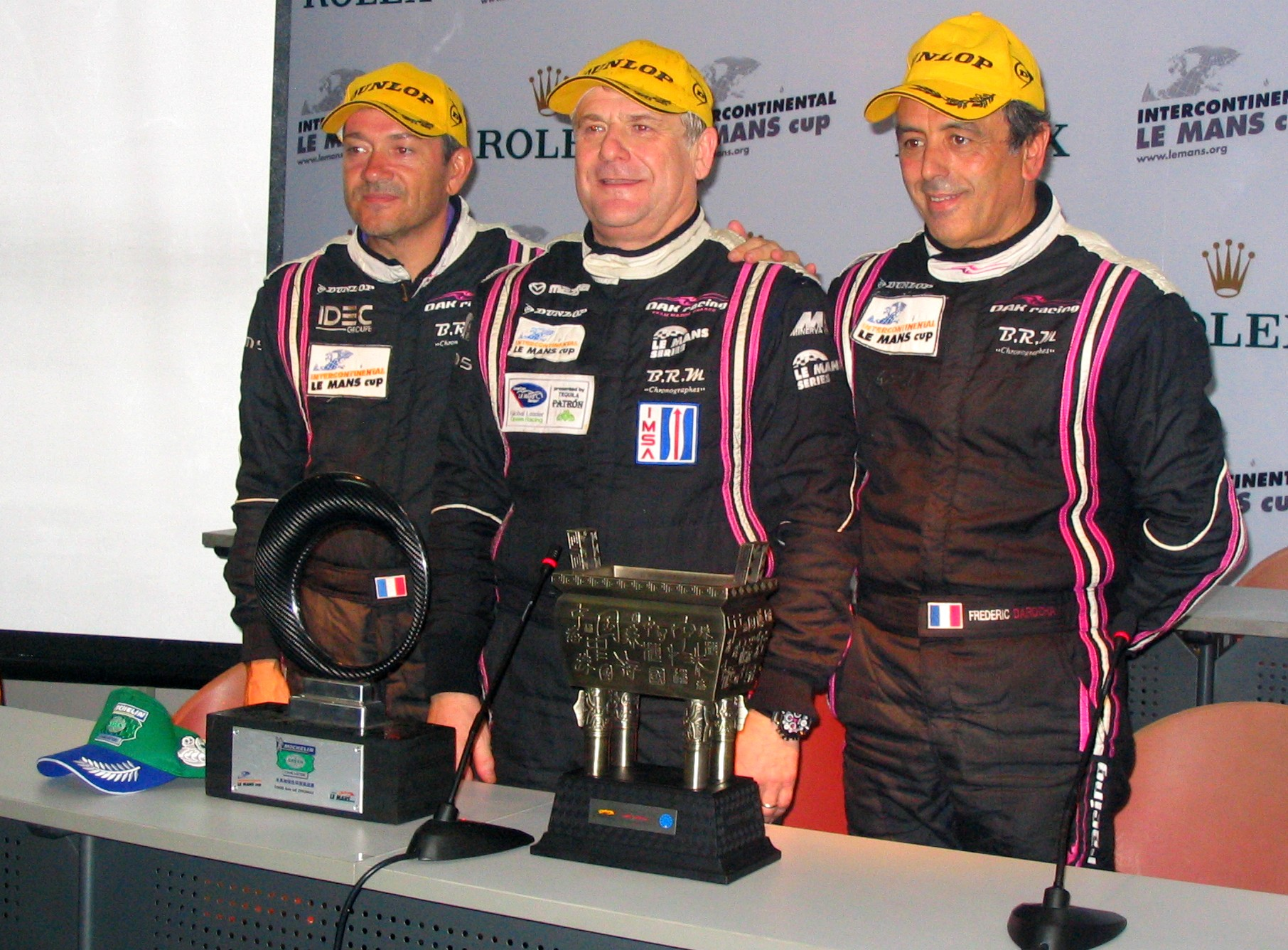
Patrice Lafargue, Jacques Nicolet und Frédéric Da Rocha bei der Pressekonferenz nach dem 1000-km-Rennen von Zhuhai 2010

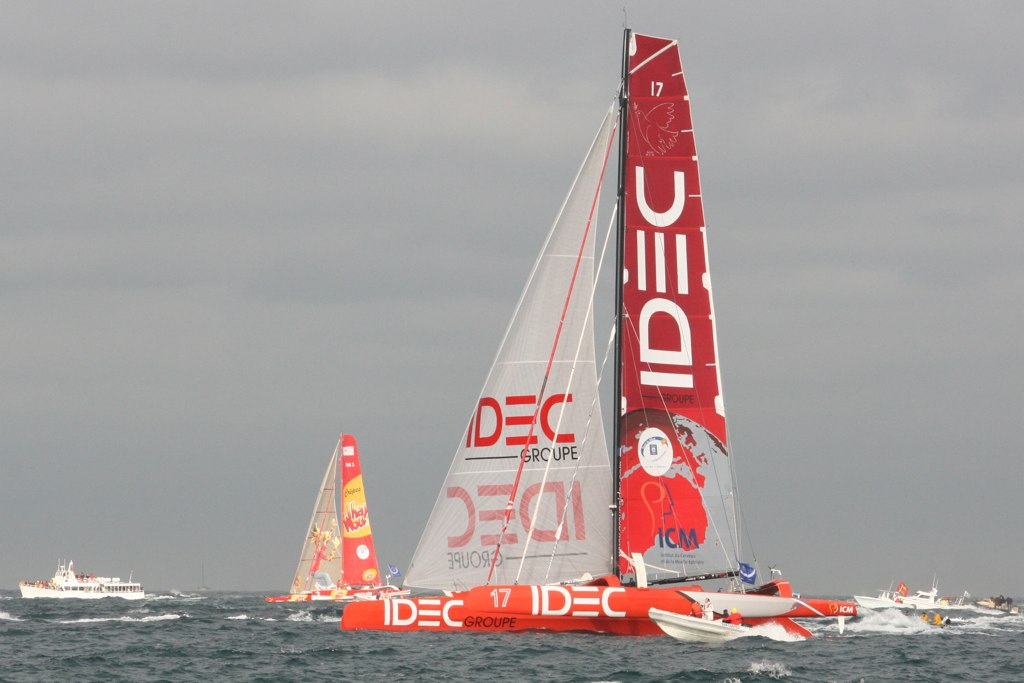
Der IDEC-Hochsee-Trimaran bei der Route du Rhum 2010

Patrice Daniel Lafargue (* 22. Juni 1961 in Nevers) ist ein französischer Automobilrennfahrer und Unternehmer. Er ist der Vater von Paul Lafargue.

## IDEC-Groupe- und IDEC Sport Racing/Sailing
Patrice Lafargue ist seit vielen Jahren Eigentümer Vorstandsvorsitzender der IDEC Groupe, einem Unternehmen mit Sitz in Paris, das sich mit Immobilienentwicklung im großen Stil beschäftigt. Nicht zu Verwechseln ist die IDEC Groupe mit der IDEC Corporation, einem 1947 in Osaka gegründeten Konzern der Elektromechanik und der Speicherprogrammierbaren Steuerung.
Der passionierte Segler und Motorsportenthusiast Lafargue betreibt mit IDEC Sport Racing einen Motorsport-Rennstall der im GT-Sport aktiv ist sowie mit Francis Joyon IDEC Sport Sailing für den Hochsee-Segelsport.

## Karriere im Motorsport
Mit dem aktiven Motorsport begann Lafargue 2006 in der französischen GT-Meisterschaft. Nach Einsätzen in der International GT Open wechselte er 2009 in den Sportwagensport. Nach einem neunten Rang beim Petit Le Mans 2010, gemeinsam mit Frédéric Da Rocha und Jacques Nicolet, erreichte er mit dem fünften Endrang beim 1000-km-Rennen von Zhuhai 2010 seine beste Platzierung im Sportwagensport.
2011 ging er sowohl beim 24-Stunden-Rennen von Le Mans als auch beim 12-Stunden-Rennen von Sebring an den Start und sicherte sich 2015 den zweiten Endrang der V de V Challenge. Ein Jahr davor hatte er die Gesamtwertung der Challenge Endurance GT für sich entschieden.

## Statistik

### Le-Mans-Ergebnisse
| Jahr | Team              | Fahrzeug       | Teamkollege    | Teamkollege       | Platzierung | Ausfallgrund |
| ---- | ----------------- | -------------- | -------------- | ----------------- | ----------- | ------------ |
| 2011 | OAK Racing        | Pescarolo 01   | Andrea Barlesi | Frédéric Da Rocha | Rang 25     |              |
| 2017 | IDEC Sport Racing | Ligier JS P217 | Paul Lafargue  | David Zollinger   | Rang 12     |              |

### Sebring-Ergebnisse
| Jahr | Team       | Fahrzeug     | Teamkollege    | Teamkollege       | Platzierung | Ausfallgrund |
| ---- | ---------- | ------------ | -------------- | ----------------- | ----------- | ------------ |
| 2011 | OAK Racing | Pescarolo 01 | Andrea Barlesi | Frédéric Da Rocha | Rang 31     |              |